# Abdounia
Abdounia là một chi cá mập mắt trắng đã tuyệt chủng sống ở kỷ Paleogen. Chúng được nghiên cứu dựa trên những mẫu vật răng. Các loài thuộc chi Abdounia được xem là một trong những loài cá mập mắt trắng xuất hiện sớm nhất, và có thể đã từng phân bố khắp Bắc Mỹ, châu Âu và châu Phi.

## Địa điểm
Chúng được tìm thấy thuộc kỷ Paleogen ở Maroc, Pháp, Bỉ, Nga, North Carolina, Georgia, Alabama, và Virginia. Vào cuối thế Oligocen, các loài thuộc chi này bị sụt giảm mạnh về số lượng cá thể, có thể là do sự cạnh tranh với các chi khác trong bộ Cá mập mắt trắng chẳng hạn như Carcharhinus.

## Loài
Sau đây là các loài hiện nay được quy cho chi này. Lưu ý rằng số lượng loài được ghi nhận cho tới nay có thể ít hơn so với số lượng loài thực sự đã tồn tại, vì những loài họ hàng còn sống của những loài này có mẫu răng cực kỳ giống nhau.
- Abdounia africana (tầng Đan Mạch-tầng Thanet)
- Abdounia beaugei (thế Paleocen-thế Eocen)
- Abdounia enniskelleni (thế Eocen)
- Abdounia furimskyi (thượng thế Eocen-tầng Rupel)
- Abdounia lapierrei (thế Eocen)
- Abdounia minutissima (thế Eocen)
- Abdounia recticona ( thế Eocen)
- Abdounia vassilyevae (tầng Priabona)
- Abdounia lata (tầng Priabona)
- Abdounia biauriculata (tầng Ypres)
- Abdounia belselensis (tầng Rupel)